# 팻 네셱
패트릭 존 "팻" 네셱(Patrick John "Pat" Neshek, 1980년 9월 4일 ~ )은 미국의 야구 선수이다.